# Fairview Park (Ohio)
Fairview Park (bis 1948: Fairview) ist eine City im Cuyahoga County im US-Bundesstaat Ohio. Das U.S. Census Bureau ermittelte bei der Volkszählung 2020 eine Einwohnerzahl von 17.291.
Fairfield Park liegt 15,6 Kilometer südwestlich von Cleveland und unweit des Eriesees und hat eine Fläche von 4,7 Quadratmeilen (12,17 km²).
Die Stadt liegt unmittelbar westlich des Rocky River, dessen gut 30 Meter tiefes Tal Teil der Cleveland Metroparks ist und die Grenze zu Cleveland bildet. Weitere Nachbargemeinden sind die Stadt Rocky River im Norden, North Olmsted im Westen und Brook Park im Süden. Am südlichen Rand der Stadt verläuft die Interstate 480, die zum südlichen Autobahnring von Cleveland gehört. Die wichtigste Durchgangsstraße ist die Lorain Road, die mittig und in südwestlicher Richtung durch die Stadt verläuft und eine Ausfallroute von Cleveland ist.
Fairview Park ist reine Wohngemeinde; die Stadt verfügt über zwei öffentliche und zwei kirchliche Grundschulen, eine öffentliche Mittelschule, fünf Parks, sechs Kirchen, ein Heimatmuseum sowie zwei Einkaufszentren. Unter dem örtlichen Friedhof wird eine indianische Begräbnisstätte vermutet.
Historisch gesehen bildet das Stadtgebiet den südwestlichen Teil des Rockport Township, der den gesamten Bereich um die Mündung des Rocky River in den Eriesee umfasste. Hieraus wurde der Ort 1910 herausgelöst, zunächst unter dem Namen Fairview. Zur Vermeidung von Verwechslungen mit einem Ort desselben Namens in Ohio erfolgte 1948 die Umbenennung in Fairview Park. Die Stadterhebung erfolgte 1950, die heutige Form der Stadtregierung gibt es seit dem 1. Januar 1959. Die Bevölkerungszahl stieg von 300 zur Zeit der Ausgründung 1910 auf 9.000 im Jahre 1950 und erreichte 1970 mit 21.681 Einwohnern ihren Höchststand. Seitdem ist die Einwohnerzahl leicht rückläufig.

## Söhne und Töchter der Stadt
- James Anthony Griffin (* 1934), römisch-katholischer Geistlicher, Bischof von Columbus
- John Jude Palencar (* 1957), Maler und Buchillustrator

## Weblink
- FAIRVIEW PARK. In: Encyclopedia of Cleveland History. Case Western Reserve University, 22. Juni 2003, abgerufen am 8. Juli 2010.